# Sommer-Universiade 2011/Tischtennis
Bei der Sommer-Universiade 2011 wurden vom 13. bis 20. August 2011 im Shenzhen Bay Sports Center in Shenzhen insgesamt sieben Wettbewerbe im Tischtennis ausgetragen. Diese umfassten jeweils ein Einzel für Frauen und Männer sowie Doppelkonkurrenzen für Frauen, Männer und ein Mixed. Zudem wurden zwei Mannschaftswettbewerbe ausgetragen.                                                                                                                                                                                

## Ergebnisse
|                  | Gold                  | Silber                       | Bronze                                                 |
| ---------------- | --------------------- | ---------------------------- | ------------------------------------------------------ |
| Herreneinzel     | Xu Xin                | Yan An                       | Fang Bo Kenji Matsudaira                               |
| Dameneinzel      | Rao Jingwen           | Fan Ying                     | Ma Yuefei Xiong Xinyun                                 |
| Herrendoppel     | Xu Xin Yan An         | Wang Yitse Chen Chien-An     | Shang Kun Fang Bo                                      |
| Damendoppel      | Ma Yuefei Rao Jingwen | Xiong Xinyun Tang Liying     | Iveta Vacenovská Dana Čechová Jee Min-hyung Moon Mi-ra |
| Mixeddoppel      | Shang Kun Rao Jingwen | Kentaro Miuchi Yuka Ishigaki | Lee Jae-hun Kim So-ri                                  |
| Herrenmannschaft | Volksrepublik China   | Japan                        | Chinesisch Taipeh Frankreich                           |
| Damenmannschaft  | Volksrepublik China   | Japan                        | Rumänien Chinesisch Taipeh                             |

## Medaillenspiegel
| Rang | Land                           | Gold | Silber | Bronze | Insgesamt |
| ---- | ------------------------------ | ---- | ------ | ------ | --------- |
| 1    | Volksrepublik China            | 7    | 3      | 4      | 14        |
| 2    | Japan                          | 0    | 3      | 2      | 5         |
| 3    | Chinesisch Taipeh              | 0    | 1      | 3      | 4         |
| 4    | Südkorea                       | 0    | 0      | 2      | 2         |
| 5    | Tschechien Frankreich Rumänien | 0 0  | 0 0    | 1 1    | 1 1       |
|      | Insgesamt (7 Länder)           | 7    | 7      | 14     | 28        |